# کاروانسرای تاجوانچی
کاروانسرای تاجوانچی یا کاروانسرای اتحاد بنایی آجری-کاهگلی مربوط به دوران زندیه است که در شهر سقز در استان کردستان و در حاشیه بازار سقز جای گرفته‌است.

## پیشینه
کاروانسرای تاجوانچی یکی از آثار تاریخی ایران کردستان است که در بخش غربی حمام حاج صالح قرار گرفته و در حال حاضر بخشی از ضلع شمالی این اثر تاریخی باقی‌مانده‌است. این کاروانسرا در دو طبقه، متشکل از یک حیاط مستطیل شکل، ستون‌های استوانه‌ای ساخته شده از آجر، پایه‌ستون‌های مربعی آجری، آب‌نمایی در مرکز حیاط، حجره‌ها و اتاقک‌هایی را که در پیرامون آن بوده و هم‌اکنون نیز تعدادی از آن‌ها برجای مانده‌است، مشاهده کرد. این بنا در دوران حکومت زندیه و در زمان فرمانروایی خسرو خان اول ساخته شده‌است.

## کاربری
کارشناسان عقیده دارند این بنا در زمان سلسله زندیه ساخته شده تا کاروان‌های عبوری و تاجرین در آن داد و ستد کنند و آنگونه که در مستندات تاریخی آمده شهر سقز در عصر صفوی مرکز تجاری و داد و ستد در منطقه شمال غرب کشور بوده‌است و تاجران ایرانی و عثمانی از آن دوران تا اوایل دورهٔ رضاشاه که مصادف و همزمان با پایان امپراطوری عثمانی و آغاز جمهوری مصطفی کمال در ترکیه بوده در مراکز تجاری ایران از جمله سقز به داد و ستد می‌پرداختند.

## مرمت و بازسازی
این بنای تاریخی تا بحال مرمت نشده‌است اما در سالهای اخیر برنامه‌ریزی برای بازسازی آن انجام پذیرفته‌است. دلیل اصلی تأخیر در مرمت این بنا وجود مالکیت مالکان خصوصی بر درصدی از این کاروانسرا بوده که این خود عاملی در تأخیر در ثبت ملی و مرمت و بازسازی این بنای تاریخی بوده‌است.

## گالری

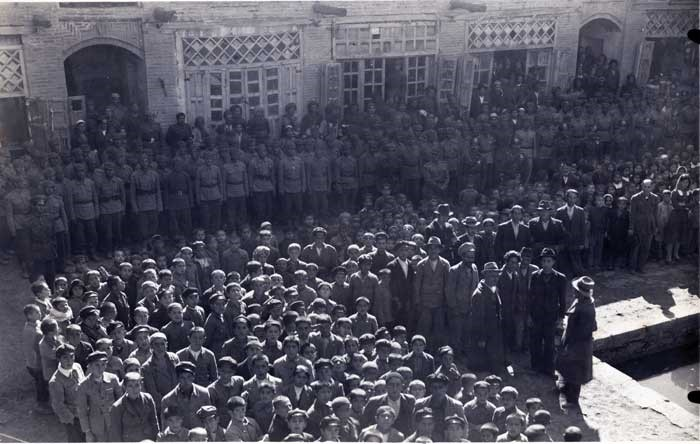
کاروانسرا در سال های دهە ۱۹۴۰ میلادی
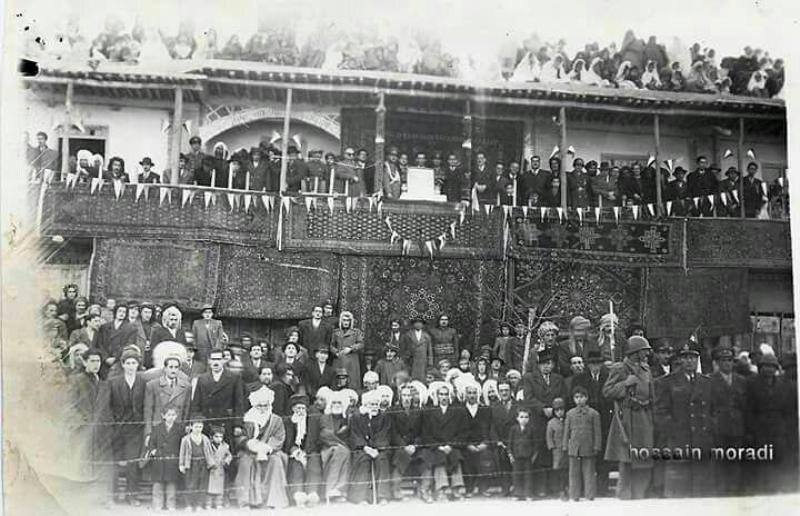
کاروانسرا در سال های دهه ۱۹۱۰ میلادی
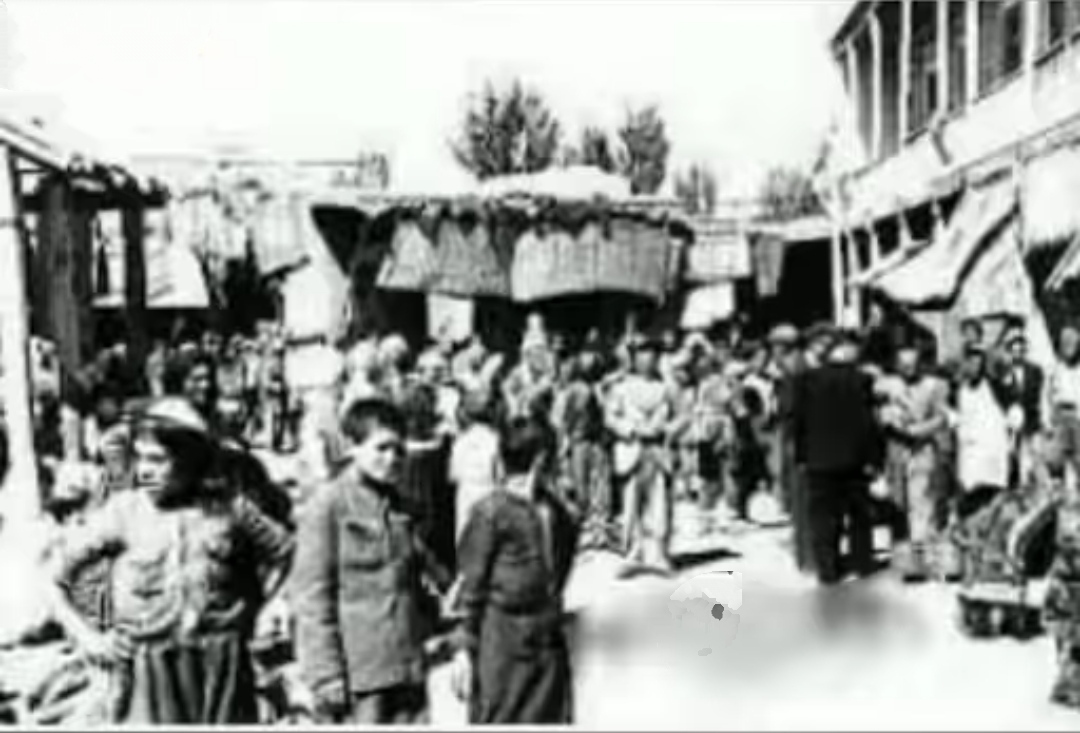
محوطه کاروانسرا در سال های دهه ۱۹۳۰ میلادی